# Zakazany raj
Zakazany raj (ang. Forbidden Paradise, znany też pod tytułami Cesarzowa i Raj utracony) – amerykański film niemy z 1924. Oparty na spektaklu The Czarina Edwarda Sheldona z 1922, który z kolei został oparty na książce o tym samym tytule autorstwa Węgrów Melchiora Lengyel i Lajosa Biró.

## Obsada
- Pola Negri jako caryca Katarzyna
- Rod La Rocque jako kpt. Aleksy Czerny
- Adolphe Menjou jako Kanclerz
- Pauline Starke jako Anna
- Fred Malatesta jako francuski ambasador
- Nick De Ruiz jako Generał
- Carrie Daumery jako dama dworu
- Clark Gable jako żołnierz w wojsku carycy (niewymieniony w czołówce)